# Leistungssportbeschluss
Der Leistungssportbeschluss („Grundlinie der Entwicklung des Leistungssports in der DDR bis 1980“) ist ein Beschluss des SED-Politbüros vom 8. April 1969, bestimmte olympische Sportarten stärker zu fördern. Ziel des Beschlusses war es, bei Olympischen Spielen, insbesondere bei den Olympischen Sommerspielen 1972 in München, erfolgreicher abzuschneiden als die BRD. Die Höhe des ökonomischen Aufwandes je Medaille wurde der Maßstab für die Bewertung der Sportarten.
Das angestrebte Ziel für 1972 wurde erreicht: im Medaillenspiegel von München belegte die DDR mit 20 Goldmedaillen den dritten, die BRD mit 13 den vierten Platz.
Als förderungswürdig eingestuft wurden
- die olympischen Sommersportarten:
Boxen, Fechten, Fußball, Gewichtheben, Hallenhandball (Männer), Judo, Kanurennsport, Leichtathletik, Pferdesport (Dressur und Military), Radsport, Ringen, Rudern, Schießen, Schwimmen, Wasserspringen, Segeln, Turnen und Volleyball.
- die olympischen Wintersportarten:
Biathlon, Eiskunstlauf, Eisschnelllauf, Schlittensport und Nordischer Skisport.

Alle anderen Sportarten mussten eine Reduzierung oder gar eine Einstellung der Förderung hinnehmen, betroffen waren hiervon auch olympische Sportarten:
- Basketball, Eishockey, Hockey, Moderner Fünfkampf, Wasserball und Alpiner Skisport.

Die nichtolympischen Sportarten wurden generell aus der Förderung entfernt und hatten keine Basis mehr für adäquate Leistungssport-Ausübung. Dies betraf z. B.:
- Tennis, Tischtennis, Schach, Motorsport

Diese Sportarten wurden aus den besonders geförderten Sportclubs und den Kinder- und Jugendsportschulen ausgegliedert, der internationale Sportverkehr eingeschränkt, die finanziellen Mittel und das Personal zu Gunsten der geförderten Sportarten umgelenkt.